# Epi ton kriseon
L’epi ton kriseon (en grec : ἐπὶ τῶν κρίσεων, soit « celui en charge des jugements ») est un office juridique de l'Empire byzantin, qui préside les tribunaux responsables des affaires civiles.

## Histoire
Le poste est créé par l'empereur Constantin IX Monomaque (1042-1055) dans le cadre des réformes de l'administration civile de l'Empire. C'est alors l'une des principales fonctions impériales, aux côtés du drongaire de la garde, du questeur et de l'éparque de Constantinople. Selon Michel Attaleiatès, il est le référent des juges des thèmes, les responsables civils de ces circonscriptions territoriales et doit valider leurs jugements. Il pourrait alors s'agir de renforcer la qualité juridique des décisions rendues, sans pour autant que l’epi ton kriseon puisse être apparenté à une cour d'appel. Nicolas Oikonomidès a émis l'hypothèse que l' epi ton kriseon assiste les juges thématiques dans la résolution des cas les plus complexes. Plus généralement, la création de ce poste s'intègre dans le souhait de Constantin de renforcer l'assise juridique des décisions impériales, à l'image de la création d'une école de droit sous son règne.
Cet office perdure au moins jusqu'à la quatrième croisade en 1204, qui brise l'unité de l'Empire byzantin et l'un de ses plus célèbres détenteurs est l'historien du XIIIe siècle Nicétas Choniatès. Constantin Cérulaire, parent du patriarche Michel Cérulaire, occupe aussi ce poste au XIe siècle.

## Détenteurs connus
| Nom                  | Titularisation                | Sous               | Remarques | Réf. |
| -------------------- | ----------------------------- | ------------------ | --- | ---- |
| Michel               | vers 1050                     | Constantin IX      | Premier détenteur connu grâce à un sceau unique, qui précise qu'il est magistre et vestes |      |
| N.                   | 1056                          | Michel VI          | L'un des premiers détenteurs connus, peut-être plus tôt encore que Michel, il fait partie des juges qui annulent l'engagement de mariage de la fille de Michel Psellos                                                                                |      |
| N.                   | entre 1060 et 1066            | Constantin X       | Connu au travers d'une lettre de Michel Psellos, il est alors en exil et cherche à revenir à Constantinople. Il est possible qu'il s'agisse du même personnage que le précédent                                                                       |      |
| Nicétas              | deuxième moitié du XIe siècle | ?                  | Proèdre, il est connu grâce à deux sceaux. Sa fonction associée de proèdre pourrait faire remonter ces sceaux à la décennie 1060, à une époque où les proèdres sont relativement nombreux.                                                            |      |
| Constantin Cérulaire | 1074-1078                     | Michel VII         | Parent du célèbre patriarche Michel Cérulaire, c'est un fonctionnaire important de l'Empire. Trois lettres de Michel Psellos font référence à son poste d' epi ton kriseon. Il est possible que son frère, Nicéphore, ait aussi détenu cette fonction |      |
| N. Aristenos         | Fin du                        | ?                  | Plusieurs sceaux font référence à ce personnage, sans qu'il soit possible de préciser davantage son identité ou ses autres fonctions |      |
| Georges Nikaeus      | 1112                          | Alexis Ier Comnène | Curopalate, il est connu grâce à des actes du monastère d'Iveron |      |
| Jean Carianitès      | 1166                          | Manuel Ier Comnène | Protocuropalate, il assiste à la deuxième session du synode de Constantinople en 1166 sur les relations qui unissent le Père et le Fils dans la théologie chrétienne                                                                                  |      |
| N.                   | vers 1185                     | ?                  | Une mention d'un epi ton kriseon anonyme est faite dans une lettre de Michel Choniatès à l'évêque Euthyme Malakès |      |
| Nicétas Choniatès    | Vers 1194-1195                | ?                  | Célèbre historien et dignitaire de cour, il occupe un temps le poste d' epi ton kriseon |      |

## Sources
- (en) Alexander Kazhdan (dir.), Oxford Dictionary of Byzantium, New York et Oxford, Oxford University Press, 1991, 1re éd., 3 tom. (ISBN 978-0-19-504652-6 et 0-19-504652-8, LCCN 90023208)
- (en) Symeon Antonov, « The Byzantine Office of ἘΠῚ ΤῶΝ ΚΡΊΣΕΩΝ and Its Holders », Studia Ceranea, vol. 7,‎ 2017, p. 9-25 (lire en ligne)